# Halalabalala
Halalabalala (2005) je poslední album plzeňské folk-rockové skupiny Navzájem. Obsahuje autorské skladby kapelníka Přemysla Haase. Album bylo dopředu avizováno vydáním maxisinglu se čtyřmi písněmi.

## Seznam písniček
1. Proroci, 3:02
2. Joe Kelly, 2:12
3. Prý bude ráj, 3:18 (Přemysl Haas / Irena Motlíková)
4. Flám, 3:06
5. Dráteník, 2:39 (Michal Röhrich / Ondřej Pellar, Přemysl Haas)
6. Pod hladinou, 2:19
7. Pouští, 3:09
8. Krajkářka, 2:49 (Michal Röhrich / Přemysl Haas)
9. Tak co chceš říct, 2:30
10. Halala balala, 3:00
11. Po řece pluje, 2:41
12. Noc má závoj, 3:14
13. Pořád mi to nestačí, 3:05
14. Černej pes, 3:04
15. Už je to v moři, 2:38

## Obsazení
- Vlaďka Haasová – zpěv, akordeon, klávesy
- Irena Motlíková – zpěv
- Jiří Seifert – elektrické a akustické kytary
- Dan Zita – baskytara
- Radim Huml – banjo
- Přemysl Haas – zpěv, bicí a perkuse, elektrické a akustické kytary, mandolína, foukací harmonika

### Hosté
- Tonda Zimmel – bicí
- Zdeněk Kubík – dudy
- Pavel Brom – vokál